# 16193 Nickaiser
16193 Nickaiser este un asteroid din centura principală de asteroizi.

## Descriere
16193 Nickaiser este un asteroid din centura principală de asteroizi. A fost descoperit pe 4 ianuarie 2000 la Kitt Peak National Observatory în cadrul proiectului Spacewatch. Asteroidul prezintă o orbită caracterizată de o semiaxă mare de 2,70 ua, o excentricitate de 0,02 și o înclinație de 3,5° în raport cu ecliptica.